# Antonio Debenedetti
Antonio Debenedetti est un écrivain italien né le 12 juin 1937 à Turin et mort le 3 octobre 2021 à Rome.

## Biographie
Il obtient le prix Viareggio en 1991 pour Se la vita non è vita (littéralement : Si la vie n’est pas la vie) et le prix Napoli en 2006 pour E fu settembre (littéralement : C’était septembre).

## Œuvres traduites en français
- Encore un baiser [« Ancora un bacio »], trad. de Marie-José Tramuta, Aix-en-Provence, France, Éditions Alinéa, 1988, 107 p.  (ISBN 2-904631-46-1)
- Il manquait une étoile [« Spavaldi e strambi »], trad. de François Bouchard, Aix-en-Provence, France, Éditions Alinéa, 1988, 166 p.  (ISBN 2-904631-47-X)
- Giacomino. Le Roman d'un critique [« Giacomino »], trad. de Marie-José Tramuta, Lyon, France, Éditions La fosse aux ours, 2004, 210 p.  (ISBN 2-912042-69-0)